# Jo Benkow
Jo Benkow, właśc. Josef Elias Benkow (ur. 15 sierpnia 1924 w Trondheim, zm. 18 maja 2013 w Oslo) – norweski polityk żydowskiego pochodzenia, przewodniczący Partii Konserwatywnej i przewodniczący Stortingu, działacz na rzecz praw człowieka i publicysta.

## Życiorys
Pochodził z rodziny rosyjskich Żydów Benkowitzów mieszkającej w okolicach Grodna, jego ojciec wyemigrował w 1905. W trakcie II wojny światowej wyjechał do Szwecji, gdzie uciekli również jego ojciec i brat. Część rodziny, która pozostała w Norwegii, została wywieziona i zamordowana w Auschwitz-Birkenau.
Jo Benkow kształcił się w Uppsali, w 1949 został absolwentem Instytutu Technicznego w Kopenhadze. Zaczął następnie prowadzić zakład fotograficzny. Był aktywnym działaczem politycznym związanym z Partią Konserwatywną. W latach 1961–1965 pełnił funkcję zastępcy poselskiego. W 1965 został wybrany do Stortingu. Reelekcję uzyskiwał w sześciu kolejnych wyborach, kończąc karierę parlamentarną w 1993 po 28 latach nieprzerwanego wykonywania mandatu i reprezentowania okręgu wyborczego Akershus. Od 9 października 1985 do 30 września 1993 przez dwie kadencje pełnił funkcję przewodniczącego norweskiego parlamentu. Obejmował liczne funkcje partyjne – w tym przewodniczącego klubu poselskiego (1981–1985), wiceprzewodniczącego (1974–1980) i przewodniczącego partii od 1980 do 1984.
Był później wykładowcą Boston University (1994–1996), otrzymując w 1995 doktorat honoris causa tej uczelni.
Jo Benkow był mężem Annelise Høegh, również zajmującej się działalnością polityczną. W 1998 otrzymał Komandorię Orderu św. Olafa, a w 1985 nagrodę literacką Bokhandlerprisen.

## Wybrane publikacje
- Fra synagogen til Løvebakken (1985)
- Folkevalgt (1988)
- Haakon, Maud og Olav. Et minnealbum i tekst og bilder (1989)
- Hundre år med konge og folk (1990)
- Olav – menneske og monark (1991)
- Det ellevte bud (1994)